# Gernrode (Quedlinburg)
Gernrode è una frazione (Ortsteil) del comune tedesco di Quedlinburg, situato nel circondario di Harz, nel land della Sassonia-Anhalt.
Fino al 30 giugno 2009 Gernrode era un comune autonomo.
A Gernrode si trova la Chiesa di San Ciriaco, l'unico exemplum di cattedrale ottoniana edificata prima dell'anno 1000 e l'omonima abbazia.